# Прапор Трушевичів
Прапор Трушевичів — офіційний символ села Трушевичі, Самбірського району Львівської області, затверджений 10 вересня 1999 року рішенням сесії Трушевицької сільської ради.
Автор — А. Гречило.

## Опис
Квадратне полотнище, з вільного краю до середини сторони від древка йде синій клин, на якому летить жовтий сокіл.

## Зміст
Сокіл уособлює волелюбність, жовтий колір символізує щедрість і добробут, а синій — благородство і добро.